# مترو استانبول
مترو استانبول (انگلیسی: Metro Istanbul) شرکت ترابری ترکیه‌ای است، که در سال ۱۹۸۸ تأسیس شد.